# Judocus Van Cleemput
Judocus Van Cleemput (Sint-Joris-ten-Distel, ca. 1765 - Sint-Kruis, 11 januari 1847) was burgemeester van de gemeente Sint-Kruis van 1811 tot 1830.

## Levensloop
Van een familie afkomstig uit Aalter, werd Van Cleemput landbouwer in Sint-Kruis. Hij trouwde in 1792 met Petronelle Degroote (1761-1833). Hij hertrouwde in 1834 met Marthe Segers, die 45 jaar jonger was en nog twee kinderen met hem kreeg.
Zijn vader Jean van Cleemput (Aalter, ca 1727 - Sint-Kruis, 1802), boerde in Sint-Joris, maar kwam in Sint-Kruis sterven.

## Burgemeester
Van Cleemput werd burgemeester van Sint-Kruis in 1811, enkele weken na de dood van Valentin Jacoby. Hij had twee landbouwers als schepen: Jacobus De Backer en Dominicus De Schepper. Zijn burgemeesterssjerp kwam niet in het gedrang bij de overgang naar het Verenigd koninkrijk der Nederlanden.
Hij bleef burgemeester tot in 1830 en werd toen opgevolgd door Adolphe-Alphonse Goupy de Beauvolers, de eerste in een rij van vijf edellieden die achtereenvolgens Sint-Kruis bestuurden. 
Het is moeilijk uit te maken of Van Cleemput, zoals veel andere gemeentebestuurders, de bons kreeg naar aanleiding van de Belgische Revolutie, maar de concordantie van de data laat wel toe iets in die richting te vermoeden.